# 小惠會使用魔法嗎？
《小惠會使用魔法嗎？》是日本電視台由2012年7月7日至12月22日每周日1點25分至1點40分（2012年9月30日前为1點20分至1點35分）播放的電視劇。

## 概要
本作是小嶋陽菜（當時為AKB48成員）四年来主演的第三部連續劇作品，也是首部由其單獨主演的電視連續劇。負責本作劇本和導演的是福田雄一，這也是他繼2012年1月季・4月季放送的《繆斯之鏡》後再次執導的作品。而在《繆斯之鏡》中指原莉乃（當時為HKT48成員）便擔當主演，也就是說接連兩部福田雄一執導的作品中，均由AKB48成員擔當主演。

## 劇情
來人間修行的半調子魔法少女小惠是魔法学校的劣等生。國王命令小惠到「六房公寓」（ろくでも荘）做管理人。只要她能干好工作，便可重回魔女世界，但倘若自己魔法使的身分曝露，就只能永遠留在人間。

## 角色

### 主要人物
メグ / 遠山 惠 （メグたん） - 小嶋陽菜（AKB48）
鴨下（先生） - ムロツヨシ
岩崎（お嬢） - 池谷のぶえ
江田（ガッテン） - 音尾琢真（TEAM NACS）
寛人（ヒロト） - 中村倫也

### 嘉賓
せんとくん（第2話）
サトちゃん（第2話）
向田マキ (第6話) - 指原莉乃  (HKT48)
まゆたん（第19話） - 渡邊麻友  (AKB48)

## 主題曲
- no3b「いーんじゃね?」（Epic Records Japan Inc.）- 作詞：秋元康 / 作曲・編曲：井上ヨシマサ

## 播放列表
| 各話   | 播放日        | 收視率 |
| ------ | ------------- | ------ |
| 第1話  | 2012年7月7日  | 2.1%   |
| 第2話  | 2012年7月14日 | 1.8%   |
| 第3話  | 2012年7月21日 | 1.8%   |
| 第4話  | 2012年7月28日 | 1.4%   |
| 第5話  | 2012年8月4日  | 1.1%   |
| 第6話  | 2012年8月11日 | 2.1%   |
| 第7話  | 2012年8月18日 | 2.1%   |
| 第8話  | 2012年9月1日  | 1.3%   |
| 第9話  | 2012月9月8日  | 2.3%   |
| 第10話 | 2012月9月15日 | 3.2%   |
| 第11話 | 2012月9月22日 | 1.4%   |
| 第12話 | 2012月9月29日 | 0.8%   |

## 製作人員
- 導演、編劇：福田雄一
- 編劇協助：大平尚志、向田邦彦
- 副導演：久保田博紀、高島一希
- 作曲：石田勝範（日语：石田勝範）
- 編曲：瀬川英史（日语：瀬川英史）
- 選曲：小西善行
- 音效：荒川望
- 旁白：平田広明
- 食品顧問：五十嵐京子
- 服裝設計：神波憲人（日语：神波憲人）
- 動畫：加藤和博
- CG：中口岳樹
- 首席製片人：面高直子
- 製片人： 毛利忍、齋藤匠、遠藤弘子
- 助理製片人：興石将大、小宮有加里
- 策劃製片人：秋元康
- 協助策劃：窪田康志（AKS）、佐野裕一（日语：佐野裕一）（田辺音楽出版）
- 「メグたんって魔法つかえるの?」製作委員會：小林将高、茶ノ前香、佐藤麻衣、森川愛
- 製作輔助：acro（日语：アクロ）
- 企劃製作： 日本電視台
- 出品：「メグたんって魔法つかえるの?」製作委員会（D.N.ドリームパートナーズ・VAP）

## 外部連結
- 官方網站

| 日本 日本電視台 星期六 25:20 - 25:35 | 日本 日本電視台 星期六 25:20 - 25:35 | 日本 日本電視台 星期六 25:20 - 25:35 |
| ------------------------------------ | ------------------------------------ | ------------------------------------ |
|                                      | 小惠會使用魔法嗎?                    |                                      |
| 新進気鋭                             | —                                    |                                      |